# Championnats d'Afrique d'escrime 2011
Navigation
Édition précédente Édition suivante
Les Championnats d'Afrique d'escrime de 2011 se sont déroulés au Caire (Égypte) du 21 au 24 juillet 2011. C'est la 11e édition des championnats d'Afrique.
La compétition comprend 12 titres et se déroule sur 4 jours au rythme de trois tournois complets par jour. Les trois finales se suivent.

## Tableau des médailles
| Rang  | Nation         | Or | Argent | Bronze | Total |
| ----- | -------------- | -- | ------ | ------ | ----- |
| 1     | Égypte         | 6  | 4      | 7      | 17    |
| 2     | Tunisie        | 5  | 7      | 5      | 17    |
| 3     | Sénégal        | 1  | 0      | 1      | 2     |
| 4     | Afrique du Sud | 0  | 1      | 3      | 4     |
| 5     | Algérie        | 0  | 0      | 2      | 2     |
| Total | Total          | 12 | 12     | 18     | 42    |

## Épée

### Hommes
Le tournoi d'épée masculine s'est déroulé le 21 juillet 2011.  Alexandre Bouzaid remporte son deuxième titre africain consécutif en individuel. 

#### Épreuve en individuel
| Épreuve    | Or                | Argent                  | Bronze                                |
| ---------- | ----------------- | ----------------------- | ------------------------------------- |
| Individuel | Alexandre Bouzaid | Ayman Alaa El Din Fayez | Ahmed El Saghir Mohamed Ayoub Ferjani |

#### Tableau épée masculin individuel
|  | Quarts de finale        | Quarts de finale      |                         |    | Demi-finales | Demi-finales |  |  | Finale | Finale |
|  | Quarts de finale        | Quarts de finale      |                         |    | Demi-finales | Demi-finales |  |  | Finale | Finale |
|  |                         |                       |                         |    |              |              |  |  |        |        |
|  |                         |                       |                         |    |              |              |  |  |        |        |
|  |                         |                       |                         |    |              |              |  |  |        |        |
|  | Ayman Alaa El Din Fayez | 15                    |                         |    |              |              |  |  |        |        |
|  | Ayman Alaa El Din Fayez | 15                    |                         |    |              |              |  |  |        |        |
|  | Sello Given Maduma      | 11                    |                         |    |              |              |  |  |        |        |
|  | Sello Given Maduma      | 11                    | Ayman Alaa El Din Fayez | 15 |              |              |  |  |        |        |
|  |                         |                       | Ayman Alaa El Din Fayez | 15 |              |              |  |  |        |        |
|  |                         | Mohamed Ayoub Ferjani | 8                       |    |              |              |  |  |        |        |
|  | Ahmed Nabil             | Mohamed Ayoub Ferjani | 8                       | 9  |              |              |  |  |        |        |
|  | Ahmed Nabil             |                       |                         | 9  |              |              |  |  |        |        |
|  | Mohamed Ayoub Ferjani   | 15                    |                         |    |              |              |  |  |        |        |
|  | Mohamed Ayoub Ferjani   | 15                    | Ayman Alaa El Din Fayez | 11 |              |              |  |  |        |        |
|  |                         |                       | Ayman Alaa El Din Fayez | 11 |              |              |  |  |        |        |
|  |                         | Alexandre Bouzaid     | 15                      |    |              |              |  |  |        |        |
|  | Ahmed El Saghir         | Alexandre Bouzaid     | 15                      | 15 |              |              |  |  |        |        |
|  | Ahmed El Saghir         |                       |                         | 15 |              |              |  |  |        |        |
|  | Jarryd New              | 10                    |                         |    |              |              |  |  |        |        |
|  | Jarryd New              | 10                    | Ahmed El Saghir         | 11 |              |              |  |  |        |        |
|  |                         |                       | Ahmed El Saghir         | 11 |              |              |  |  |        |        |
|  |                         | Alexandre Bouzaid     | 15                      |    |              |              |  |  |        |        |
|  | Aissam Rami             | Alexandre Bouzaid     | 15                      | 7  |              |              |  |  |        |        |
|  | Aissam Rami             |                       |                         | 7  |              |              |  |  |        |        |
|  | Alexandre Bouzaid       | 15                    |                         |    |              |              |  |  |        |        |
|  | Alexandre Bouzaid       | 15                    |                         |    |              |              |  |  |        |        |

#### Épreuve par équipes
L'épreuve d'épée masculine par équipe s'est déroulée 23 juillet 2011. L'Égypte remporte le titre face à la Tunisie.
| Épreuve     | Or                                                                       | Argent                                                                    | Bronze                                                                   |
| ----------- | ------------------------------------------------------------------------ | ------------------------------------------------------------------------- | ------------------------------------------------------------------------ |
| Par équipes | Égypte Ahmed Nabil Ayman Alaa El Din Fayez Ahmed El Saghir Mohannad Saif | Tunisie Jawher Miled Mohamed Ben Aziza Mohamed Ayoub Ferjani Karim Kamoun | Afrique du Sud Jarryd New Michael Wood Sello Given Maduma Michael Eramus |

#### Tableau épée masculine par équipes
|  | Demi-finales   | Demi-finales |                        |    | Finale | Finale |
|  | Demi-finales   | Demi-finales |                        |    | Finale | Finale |
|  |                |              |                        |    |        |        |
|  |                |              |                        |    |        |        |
|  |                |              |                        |    |        |        |
|  | Égypte         | 45           |                        |    |        |        |
|  | Égypte         | 45           |                        |    |        |        |
|  | Sénégal        | 40           |                        |    |        |        |
|  | Sénégal        | 40           | Égypte                 | 45 |        |        |
|  |                |              | Égypte                 | 45 |        |        |
|  |                | Tunisie      | 37                     |    |        |        |
|  | Tunisie        | Tunisie      | 37                     | 45 |        |        |
|  | Tunisie        |              |                        | 45 |        |        |
|  | Afrique du Sud | 38           |                        |    |        |        |
|  | Afrique du Sud | 38           | Match pour la 3e place |    |        |        |
|  |                |              |                        |    |        |        |
|  |                |              |                        |    |        |        |
|  |                |              |                        |    |        |        |
|  | Sénégal        | 38           |                        |    |        |        |
|  | Sénégal        | 38           |                        |    |        |        |
|  | Afrique du Sud | 45           |                        |    |        |        |
|  | Afrique du Sud | 45           |                        |    |        |        |

### Dames
Le tournoi d'épée féminine s'est déroulé le 22 juillet 2011.
Pour la troisième fois consécutif, Sarra Besbes remporte le titre africain en individuel.

#### Épreuve en individuel
| Épreuve    | Or           | Argent          | Bronze                      |
| ---------- | ------------ | --------------- | --------------------------- |
| Individuel | Sarra Besbes | Mona Abdel Aziz | Maya Mansouri Inès Boubakri |

#### Tableau épée féminine individuelle
|  | Quarts de finale   | Quarts de finale |                 |    | Demi-finales | Demi-finales |  |  | Finale | Finale |
|  | Quarts de finale   | Quarts de finale |                 |    | Demi-finales | Demi-finales |  |  | Finale | Finale |
|  |                    |                  |                 |    |              |              |  |  |        |        |
|  |                    |                  |                 |    |              |              |  |  |        |        |
|  |                    |                  |                 |    |              |              |  |  |        |        |
|  | Sarra Besbes       | 15               |                 |    |              |              |  |  |        |        |
|  | Sarra Besbes       | 15               |                 |    |              |              |  |  |        |        |
|  | Dorra Ben Jaballah | 8                |                 |    |              |              |  |  |        |        |
|  | Dorra Ben Jaballah | 8                | Sarra Besbes    | 15 |              |              |  |  |        |        |
|  |                    |                  | Sarra Besbes    | 15 |              |              |  |  |        |        |
|  |                    | Maya Mansouri    | 5               |    |              |              |  |  |        |        |
|  | Shih-Ya Huang      | Maya Mansouri    | 5               | 13 |              |              |  |  |        |        |
|  | Shih-Ya Huang      |                  |                 | 13 |              |              |  |  |        |        |
|  | Maya Mansouri      | 15               |                 |    |              |              |  |  |        |        |
|  | Maya Mansouri      | 15               | Sarra Besbes    | 14 |              |              |  |  |        |        |
|  |                    |                  | Sarra Besbes    | 14 |              |              |  |  |        |        |
|  |                    | Mona Abdel Aziz  | 12              |    |              |              |  |  |        |        |
|  | Mona Abdel Aziz    | Mona Abdel Aziz  | 12              | 10 |              |              |  |  |        |        |
|  | Mona Abdel Aziz    |                  |                 | 10 |              |              |  |  |        |        |
|  | Aya Mahdi          | 9                |                 |    |              |              |  |  |        |        |
|  | Aya Mahdi          | 9                | Mona Abdel Aziz | 15 |              |              |  |  |        |        |
|  |                    |                  | Mona Abdel Aziz | 15 |              |              |  |  |        |        |
|  |                    | Inès Boubakri    | 12              |    |              |              |  |  |        |        |
|  | Nada Ashraf        | Inès Boubakri    | 12              | 7  |              |              |  |  |        |        |
|  | Nada Ashraf        |                  |                 | 7  |              |              |  |  |        |        |
|  | Inès Boubakri      | 15               |                 |    |              |              |  |  |        |        |
|  | Inès Boubakri      | 15               |                 |    |              |              |  |  |        |        |

#### Épreuve par équipes
Le tournoi d'épée féminine par équipes s'est tenu le 24 juillet 2011. La Tunisie remporte le titre phase à l'Afrique du Sud.
| Épreuve     | Or                                                                  | Argent                                                                      | Bronze                                                    |
| ----------- | ------------------------------------------------------------------- | --------------------------------------------------------------------------- | --------------------------------------------------------- |
| Par équipes | Tunisie Sarra Besbes Maya Mansouri Inès Boubakri Dorra Ben Jaballah | Afrique du Sud Shih-Ya Huang Tamryn Carfoot Giselle Vicatos Juliana Barrett | Égypte Mona Hassanein Nada Ashraf Ayah Mahdy Shrouk Gamal |

#### Tableau épée féminine par équipes
|  | Demi-finales   | Demi-finales |                        |    | Finale | Finale |
|  | Demi-finales   | Demi-finales |                        |    | Finale | Finale |
|  |                |              |                        |    |        |        |
|  |                |              |                        |    |        |        |
|  |                |              |                        |    |        |        |
|  | Afrique du Sud | 45           |                        |    |        |        |
|  | Afrique du Sud | 45           |                        |    |        |        |
|  | Maroc          | 26           |                        |    |        |        |
|  | Maroc          | 26           | Afrique du Sud         | 32 |        |        |
|  |                |              | Afrique du Sud         | 32 |        |        |
|  |                | Tunisie      | 45                     |    |        |        |
|  | Égypte         | Tunisie      | 45                     | 32 |        |        |
|  | Égypte         |              |                        | 32 |        |        |
|  | Tunisie        | 45           |                        |    |        |        |
|  | Tunisie        | 45           | Match pour la 3e place |    |        |        |
|  |                |              |                        |    |        |        |
|  |                |              |                        |    |        |        |
|  |                |              |                        |    |        |        |
|  | Maroc          | 21           |                        |    |        |        |
|  | Maroc          | 21           |                        |    |        |        |
|  | Égypte         | 45           |                        |    |        |        |
|  | Égypte         | 45           |                        |    |        |        |

## Fleuret

### Hommes
Le tournoi du fleuret masculin s'est déroulé le 22 juillet 2011. Alaa El Din El Sayed remporte le titre africain en individuel. 

#### Épreuve en individuel
| Épreuve    | Or                     | Argent          | Bronze                   |
| ---------- | ---------------------- | --------------- | ------------------------ |
| Individuel | Alaaeldin Abouelkassem | Mohamed Samandi | Tarek Fouad Karim Kamoun |

#### Tableau fleuret masculin individuel
|  | Quarts de finale       | Quarts de finale |                        |    | Demi-finales | Demi-finales |  |  | Finale | Finale |
|  | Quarts de finale       | Quarts de finale |                        |    | Demi-finales | Demi-finales |  |  | Finale | Finale |
|  |                        |                  |                        |    |              |              |  |  |        |        |
|  |                        |                  |                        |    |              |              |  |  |        |        |
|  |                        |                  |                        |    |              |              |  |  |        |        |
|  | Alaaeldin Abouelkassem | 15               |                        |    |              |              |  |  |        |        |
|  | Alaaeldin Abouelkassem | 15               |                        |    |              |              |  |  |        |        |
|  | Mahmoud Mansour        | 11               |                        |    |              |              |  |  |        |        |
|  | Mahmoud Mansour        | 11               | Alaaeldin Abouelkassem | 15 |              |              |  |  |        |        |
|  |                        |                  | Alaaeldin Abouelkassem | 15 |              |              |  |  |        |        |
|  |                        | Karim Kamoun     | 9                      |    |              |              |  |  |        |        |
|  | Michael Eramus         | Karim Kamoun     | 9                      | 7  |              |              |  |  |        |        |
|  | Michael Eramus         |                  |                        | 7  |              |              |  |  |        |        |
|  | Karim Kamoun           | 15               |                        |    |              |              |  |  |        |        |
|  | Karim Kamoun           | 15               | Alaaeldin Abouelkassem | 15 |              |              |  |  |        |        |
|  |                        |                  | Alaaeldin Abouelkassem | 15 |              |              |  |  |        |        |
|  |                        | Mohamed Samandi  | 13                     |    |              |              |  |  |        |        |
|  | Tarek Fouad            | Mohamed Samandi  | 13                     | 15 |              |              |  |  |        |        |
|  | Tarek Fouad            |                  |                        | 15 |              |              |  |  |        |        |
|  | Sherif Farrag          | 11               |                        |    |              |              |  |  |        |        |
|  | Sherif Farrag          | 11               | Tarek Fouad            | 10 |              |              |  |  |        |        |
|  |                        |                  | Tarek Fouad            | 10 |              |              |  |  |        |        |
|  |                        | Mohamed Samandi  | 15                     |    |              |              |  |  |        |        |
|  | Xavier Ali             | Mohamed Samandi  | 15                     | 7  |              |              |  |  |        |        |
|  | Xavier Ali             |                  |                        | 7  |              |              |  |  |        |        |
|  | Mohamed Samandi        | 15               |                        |    |              |              |  |  |        |        |
|  | Mohamed Samandi        | 15               |                        |    |              |              |  |  |        |        |

#### Épreuve par équipes
L'épreuve du fleuret masculin par équipe s'est déroulée 24 juillet 2011. L'Égypte remporte le tire phase à la Tunisie.
| Épreuve     | Or                                                                      | Argent                                                                      | Bronze                                                                  |
| ----------- | ----------------------------------------------------------------------- | --------------------------------------------------------------------------- | ----------------------------------------------------------------------- |
| Par équipes | Égypte Tarek Fouad Alaaeldin Abouelkassem Sherif Farrag Mahmoud Mansour | Tunisie Mohamed Samandi Mohamed Ayoub Ferjani Karim Kamoun Souhaieb Sakrani | Afrique du Sud Jacques Viljoen Jarrid New Michael Erasmus David Sandler |

#### Tableau fleuret masculin par équipes
|  | Demi-finales   | Demi-finales |                        |    | Finale | Finale |
|  | Demi-finales   | Demi-finales |                        |    | Finale | Finale |
|  |                |              |                        |    |        |        |
|  |                |              |                        |    |        |        |
|  |                |              |                        |    |        |        |
|  | Égypte         | 45           |                        |    |        |        |
|  | Égypte         | 45           |                        |    |        |        |
|  | Maroc          | 6            |                        |    |        |        |
|  | Maroc          | 6            | Égypte                 | 45 |        |        |
|  |                |              | Égypte                 | 45 |        |        |
|  |                | Tunisie      | 39                     |    |        |        |
|  | Tunisie        | Tunisie      | 39                     | 45 |        |        |
|  | Tunisie        |              |                        | 45 |        |        |
|  | Afrique du Sud | 28           |                        |    |        |        |
|  | Afrique du Sud | 28           | Match pour la 3e place |    |        |        |
|  |                |              |                        |    |        |        |
|  |                |              |                        |    |        |        |
|  |                |              |                        |    |        |        |
|  | Maroc          | 43           |                        |    |        |        |
|  | Maroc          | 43           |                        |    |        |        |
|  | Afrique du Sud | 45           |                        |    |        |        |
|  | Afrique du Sud | 45           |                        |    |        |        |

### Dames
Le tournoi du fleuret féminin s'est déroulé le 21 juillet 2011.
Il a vu la victoire d'Inès Boubakri.

#### Épreuve en individuel
| Épreuve    | Or            | Argent      | Bronze                             |
| ---------- | ------------- | ----------- | ---------------------------------- |
| Individuel | Inès Boubakri | Iman Shaban | Shaimaa El Gammal Anissa Khelfaoui |

#### Tableau fleuret féminine individuelle
|  | Quarts de finale   | Quarts de finale |                   |    | Demi-finales | Demi-finales |  |  | Finale | Finale |
|  | Quarts de finale   | Quarts de finale |                   |    | Demi-finales | Demi-finales |  |  | Finale | Finale |
|  |                    |                  |                   |    |              |              |  |  |        |        |
|  |                    |                  |                   |    |              |              |  |  |        |        |
|  |                    |                  |                   |    |              |              |  |  |        |        |
|  | Shaimaa El Gammal  | 15               |                   |    |              |              |  |  |        |        |
|  | Shaimaa El Gammal  | 15               |                   |    |              |              |  |  |        |        |
|  | Nada El Sadi       | 5                |                   |    |              |              |  |  |        |        |
|  | Nada El Sadi       | 5                | Shaimaa El Gammal | 7  |              |              |  |  |        |        |
|  |                    |                  | Shaimaa El Gammal | 7  |              |              |  |  |        |        |
|  |                    | Iman Shaban      | 15                |    |              |              |  |  |        |        |
|  | Eman El Gammal     | Iman Shaban      | 15                | 9  |              |              |  |  |        |        |
|  | Eman El Gammal     |                  |                   | 9  |              |              |  |  |        |        |
|  | Iman Shaban        | 15               |                   |    |              |              |  |  |        |        |
|  | Iman Shaban        | 15               | Iman Shaban       | 13 |              |              |  |  |        |        |
|  |                    |                  | Iman Shaban       | 13 |              |              |  |  |        |        |
|  |                    | Inès Boubakri    | 15                |    |              |              |  |  |        |        |
|  | Anissa Khelfaoui   | Inès Boubakri    | 15                | 15 |              |              |  |  |        |        |
|  | Anissa Khelfaoui   |                  |                   | 15 |              |              |  |  |        |        |
|  | Haïfa Jabri        | 8                |                   |    |              |              |  |  |        |        |
|  | Haïfa Jabri        | 8                | Anissa Khelfaoui  | 8  |              |              |  |  |        |        |
|  |                    |                  | Anissa Khelfaoui  | 8  |              |              |  |  |        |        |
|  |                    | Inès Boubakri    | 15                |    |              |              |  |  |        |        |
|  | Narimene El Houari | Inès Boubakri    | 15                | 2  |              |              |  |  |        |        |
|  | Narimene El Houari |                  |                   | 2  |              |              |  |  |        |        |
|  | Inès Boubakri      | 15               |                   |    |              |              |  |  |        |        |
|  | Inès Boubakri      | 15               |                   |    |              |              |  |  |        |        |

#### Épreuve par équipes
Le tournoi du fleuret féminin par équipes s'est tenu le 23 juillet 2011. L'Égypte remporte le titre face à la Tunisie.
| Épreuve     | Or                                                              | Argent                                                              | Bronze                                                       |
| ----------- | --------------------------------------------------------------- | ------------------------------------------------------------------- | ------------------------------------------------------------ |
| Par équipes | Égypte Iman Shaban Shaima El Gammal Eman El Gammal Nada El Sadi | Tunisie Inès Boubakri Haïfa Jabri Jouda Louhichi Dorra Ben Jaballah | Algérie Anissa Khelfaoui Narimene El Houari Khadidja Zerabib |

#### Tableau fleuret féminin par équipes
|  | Demi-finales | Demi-finales |                        |    | Finale | Finale |
|  | Demi-finales | Demi-finales |                        |    | Finale | Finale |
|  |              |              |                        |    |        |        |
|  |              |              |                        |    |        |        |
|  |              |              |                        |    |        |        |
|  | Égypte       | 45           |                        |    |        |        |
|  | Égypte       | 45           |                        |    |        |        |
|  | Algérie      | 21           |                        |    |        |        |
|  | Algérie      | 21           | Égypte                 | 45 |        |        |
|  |              |              | Égypte                 | 45 |        |        |
|  |              | Tunisie      | 37                     |    |        |        |
|  | Sénégal      | Tunisie      | 37                     | 8  |        |        |
|  | Sénégal      |              |                        | 8  |        |        |
|  | Tunisie      | 45           |                        |    |        |        |
|  | Tunisie      | 45           | Match pour la 3e place |    |        |        |
|  |              |              |                        |    |        |        |
|  |              |              |                        |    |        |        |
|  |              |              |                        |    |        |        |
|  | Algérie      | 45           |                        |    |        |        |
|  | Algérie      | 45           |                        |    |        |        |
|  | Sénégal      | 19           |                        |    |        |        |
|  | Sénégal      | 19           |                        |    |        |        |

## Sabre

### Hommes
Le tournoi du sabre masculin s'est déroulé le 21 juillet 2011. Mahmoud Samir remporte le titre africain en individuel. 

#### Épreuve en individuel
| Épreuve    | Or            | Argent         | Bronze                   |
| ---------- | ------------- | -------------- | ------------------------ |
| Individuel | Mahmoud Samir | Hichem Samandi | Tamim Ghazi Mannad Ghazi |

#### Tableau sabre masculin individuel
|  | Quarts de finale    | Quarts de finale |               |    | Demi-finales | Demi-finales |  |  | Finale | Finale |
|  | Quarts de finale    | Quarts de finale |               |    | Demi-finales | Demi-finales |  |  | Finale | Finale |
|  |                     |                  |               |    |              |              |  |  |        |        |
|  |                     |                  |               |    |              |              |  |  |        |        |
|  |                     |                  |               |    |              |              |  |  |        |        |
|  | Mannad Ghazi        | 15               |               |    |              |              |  |  |        |        |
|  | Mannad Ghazi        | 15               |               |    |              |              |  |  |        |        |
|  | Amine Akkari        | 9                |               |    |              |              |  |  |        |        |
|  | Amine Akkari        | 9                | Mannad Ghazi  | 14 |              |              |  |  |        |        |
|  |                     |                  | Mannad Ghazi  | 14 |              |              |  |  |        |        |
|  |                     | Mahmoud Samir    | 15            |    |              |              |  |  |        |        |
|  | Mahmoud Samir       | Mahmoud Samir    | 15            | 15 |              |              |  |  |        |        |
|  | Mahmoud Samir       |                  |               | 15 |              |              |  |  |        |        |
|  | Souhaieb Sakrani    | 13               |               |    |              |              |  |  |        |        |
|  | Souhaieb Sakrani    | 13               | Mahmoud Samir | 15 |              |              |  |  |        |        |
|  |                     |                  | Mahmoud Samir | 15 |              |              |  |  |        |        |
|  |                     | Hichem Samandi   | 9             |    |              |              |  |  |        |        |
|  | Tamim Ghazi         | Hichem Samandi   | 9             | 15 |              |              |  |  |        |        |
|  | Tamim Ghazi         |                  |               | 15 |              |              |  |  |        |        |
|  | Ahmed Hussein Lotfy | 8                |               |    |              |              |  |  |        |        |
|  | Ahmed Hussein Lotfy | 8                | Tamim Ghazi   | 9  |              |              |  |  |        |        |
|  |                     |                  | Tamim Ghazi   | 9  |              |              |  |  |        |        |
|  |                     | Hichem Samandi   | 15            |    |              |              |  |  |        |        |
|  | Moustapha Diagne    | Hichem Samandi   | 15            | 8  |              |              |  |  |        |        |
|  | Moustapha Diagne    |                  |               | 8  |              |              |  |  |        |        |
|  | Hichem Samandi      | 15               |               |    |              |              |  |  |        |        |
|  | Hichem Samandi      | 15               |               |    |              |              |  |  |        |        |

#### Épreuve par équipes
L'épreuve du sabre masculin par équipe s'est déroulée le 23 juillet 2011. L'Égypte, sans le champion d'Afrique en titre Mahmoud Samir qui a été remplacé par la fédération égyptienne d'escrime par Zeyad Al Sisi après ses déclarations contre le président de la fédération égyptienne, remporte le titre face à la Tunisie.
| Épreuve     | Or                                                                | Argent                                                                 | Bronze                                                |
| ----------- | ----------------------------------------------------------------- | ---------------------------------------------------------------------- | ----------------------------------------------------- |
| Par équipes | Égypte Mannad Ghazi Tamim Ghazi Ahmed Hussein Lotfy Zeyad Al Sisi | Tunisie Souhaieb Sakrani Hichem Samandi Iheb Ben Chaabane Amine Akkari | Sénégal Mamadou Keïta Ibrahima Keita Moustapha Diagne |

#### Tableau sabre masculin par équipes
|  | Demi-finales | Demi-finales |                        |    | Finale | Finale |
|  | Demi-finales | Demi-finales |                        |    | Finale | Finale |
|  |              |              |                        |    |        |        |
|  |              |              |                        |    |        |        |
|  |              |              |                        |    |        |        |
|  | Tunisie      | 45           |                        |    |        |        |
|  | Tunisie      | 45           |                        |    |        |        |
|  | Mali         | 21           |                        |    |        |        |
|  | Mali         | 21           | Tunisie                | 41 |        |        |
|  |              |              | Tunisie                | 41 |        |        |
|  |              | Égypte       | 45                     |    |        |        |
|  | Égypte       | Égypte       | 45                     | 45 |        |        |
|  | Égypte       |              |                        | 45 |        |        |
|  | Sénégal      | 37           |                        |    |        |        |
|  | Sénégal      | 37           | Match pour la 3e place |    |        |        |
|  |              |              |                        |    |        |        |
|  |              |              |                        |    |        |        |
|  |              |              |                        |    |        |        |
|  | Mali         | 10           |                        |    |        |        |
|  | Mali         | 10           |                        |    |        |        |
|  | Sénégal      | 45           |                        |    |        |        |
|  | Sénégal      | 45           |                        |    |        |        |

### Dames
Le tournoi du sabre féminin s'est déroulé le 22 juillet 2011.
Il a vu la victoire de la Tunisienne Azza Besbes.

#### Épreuve en individuel
| Épreuve    | Or          | Argent             | Bronze                 |
| ---------- | ----------- | ------------------ | ---------------------- |
| Individuel | Azza Besbes | Amira Ben Chaabane | Salma Zien Hela Besbes |

#### Tableau sabre féminine individuelle
|  | Quarts de finale   | Quarts de finale   |             |    | Demi-finales | Demi-finales |  |  | Finale | Finale |
|  | Quarts de finale   | Quarts de finale   |             |    | Demi-finales | Demi-finales |  |  | Finale | Finale |
|  |                    |                    |             |    |              |              |  |  |        |        |
|  |                    |                    |             |    |              |              |  |  |        |        |
|  |                    |                    |             |    |              |              |  |  |        |        |
|  | Azza Besbes        | 15                 |             |    |              |              |  |  |        |        |
|  | Azza Besbes        | 15                 |             |    |              |              |  |  |        |        |
|  | Adele Du Plooy     | 5                  |             |    |              |              |  |  |        |        |
|  | Adele Du Plooy     | 5                  | Azza Besbes | 15 |              |              |  |  |        |        |
|  |                    |                    | Azza Besbes | 15 |              |              |  |  |        |        |
|  |                    | Hela Besbes        | 12          |    |              |              |  |  |        |        |
|  | Adja Yacine Sarr   | Hela Besbes        | 12          | 7  |              |              |  |  |        |        |
|  | Adja Yacine Sarr   |                    |             | 7  |              |              |  |  |        |        |
|  | Hela Besbes        | 15                 |             |    |              |              |  |  |        |        |
|  | Hela Besbes        | 15                 | Azza Besbes | 15 |              |              |  |  |        |        |
|  |                    |                    | Azza Besbes | 15 |              |              |  |  |        |        |
|  |                    | Amira Ben Chaabane | 9           |    |              |              |  |  |        |        |
|  | Mannatallah Ahmed  | Amira Ben Chaabane | 9           | 13 |              |              |  |  |        |        |
|  | Mannatallah Ahmed  |                    |             | 13 |              |              |  |  |        |        |
|  | Salma Zien         | 15                 |             |    |              |              |  |  |        |        |
|  | Salma Zien         | 15                 | Salma Zien  | 10 |              |              |  |  |        |        |
|  |                    |                    | Salma Zien  | 10 |              |              |  |  |        |        |
|  |                    | Amira Ben Chaabane | 15          |    |              |              |  |  |        |        |
|  | Mariam El Sway     | Amira Ben Chaabane | 15          | 9  |              |              |  |  |        |        |
|  | Mariam El Sway     |                    |             | 9  |              |              |  |  |        |        |
|  | Amira Ben Chaabane | 15                 |             |    |              |              |  |  |        |        |
|  | Amira Ben Chaabane | 15                 |             |    |              |              |  |  |        |        |

#### Épreuve par équipes
Le tournoi du sabre féminin par équipes s'est tenu le 24 juillet 2011. La Tunisie remporte le titre face à l'Égypte.
| Épreuve     | Or                                                 | Argent                                                         | Bronze                                                                      |
| ----------- | -------------------------------------------------- | -------------------------------------------------------------- | --------------------------------------------------------------------------- |
| Par équipes | Tunisie Azza Besbes Hela Besbes Amira Ben Chaabane | Égypte Salma Mahran Mennatallah Ahmed Mariam El Sway Sara Nsar | Afrique du Sud Adele Du Plooy Jyoti Chetty Giselle Vicatos Demi-Lee Schultz |

#### Tableau sabre féminin par équipes
|  | Demi-finales   | Demi-finales |                        |    | Finale | Finale |
|  | Demi-finales   | Demi-finales |                        |    | Finale | Finale |
|  |                |              |                        |    |        |        |
|  |                |              |                        |    |        |        |
|  |                |              |                        |    |        |        |
|  | Tunisie        | 45           |                        |    |        |        |
|  | Tunisie        | 45           |                        |    |        |        |
|  | Algérie        | 14           |                        |    |        |        |
|  | Algérie        | 14           | Tunisie                | 45 |        |        |
|  |                |              | Tunisie                | 45 |        |        |
|  |                | Égypte       | 19                     |    |        |        |
|  | Afrique du Sud | Égypte       | 19                     | 26 |        |        |
|  | Afrique du Sud |              |                        | 26 |        |        |
|  | Égypte         | 45           |                        |    |        |        |
|  | Égypte         | 45           | Match pour la 3e place |    |        |        |
|  |                |              |                        |    |        |        |
|  |                |              |                        |    |        |        |
|  |                |              |                        |    |        |        |
|  | Algérie        | 41           |                        |    |        |        |
|  | Algérie        | 41           |                        |    |        |        |
|  | Togo           | 45           |                        |    |        |        |
|  | Togo           | 45           |                        |    |        |        |